# Hallur Hansson
Hallur Hansson est un footballeur féroïen, né le 8 juillet 1992 à Tórshavn. Il évolue au poste de milieu de terrain au KÍ Klaksvík.

## Biographie

### Carrière en club
En 2008, alors qu'il a joué pour l'équipe de jeunes de HB Tórshavn et quelques matchs pour en deuxième division, Hansson signe un contrat de deux ans avec  Aberdeen FC en Écosse avec Gilli Sørensen, qui a également joué pour le HB Tórshavn à la même époque. Hansson et Sørensen ont été repérés par Aberdeen au Festival international du football d'Aberdeen en 2006. En mai 2010, Hallur Hansson prolonge son contrat avec le club écossais. 
Le 31 janvier 2014, le club danois annonce qu'elle n'a pas prolongé le contrat d'Hansson.
Le 17 juin 2016, Hansson signe un contrat de deux ans avec le club danois AC Horsens.
Le 14 octobre 2021, Hallur Hansson signe en faveur du Vejle BK.
Le 14 octobre 2021, il rejoint le club islandais KR Reykjavik.
Le 23 mars 2023, Hansson retourne au pays chez le champion féroïen KÍ Klaksvík.

## Statistiques
| Saison                | Club                  | Championnat             | Championnat | Championnat | Coupe(s) nationale(s) | Coupe(s) nationale(s) | Supercoupe | Supercoupe | Compétition(s) continentale(s) | Compétition(s) continentale(s) | Compétition(s) continentale(s) | Îles Féroé | Îles Féroé | Total | Total |
| Saison                | Club                  | Division                | M.          | B.          | M.                    | B.                    | M.         | B.         | Comp.                          | M.                             | B.                             | M.         | B.         | M.    | B.    |
| 2008-2009             | Aberdeen FC           | Scottish Premier League | -           | -           | -                     | -                     | -          | -          | -                              | -                              | -                              | -          | -          | 0     | 0     |
| 2009-2010             | Aberdeen FC           | Scottish Premier League | -           | -           | -                     | -                     | -          | -          | -                              | -                              | -                              | -          | -          | 0     | 0     |
| 2010-2011             | Aberdeen FC           | Scottish Premier League | 1           | 0           | -                     | -                     | -          | -          | -                              | -                              | -                              | -          | -          | 1     | 0     |
| 2011                  | HB Tórshavn           | Vodafonedeildin         | 11          | 2           | -                     | -                     | -          | -          | -                              | -                              | -                              | -          | -          | 11    | 2     |
| 2012                  | HB Tórshavn           | Vodafonedeildin         | 20          | 4           | 4                     | 2                     | -          | -          | -                              | -                              | -                              | 1          | 0          | 25    | 6     |
| 2012-2013             | AaB Ålborg            | SAS Ligaen              | 3           | 0           | 1                     | 0                     | -          | -          | -                              | -                              | -                              | 5          | 0          | 9     | 0     |
| 2013-2014             | AaB Ålborg            | SAS Ligaen              | 0           | 0           | 0                     | 0                     | -          | -          | -                              | -                              | -                              | 6          | 2          | 6     | 2     |
| 2014                  | Víkingur Gøta         | Vodafonedeildin         | 25          | 6           | 5                     | 2                     | 1          | 0          | C3                             | 6                              | 2                              | 5          | 1          | 42    | 11    |
| 2014-2015             | Vendsyssel FF         | 1e Divisie              | 15          | 2           | -                     | -                     | -          | -          | -                              | -                              | -                              | 4          | 1          | 19    | 3     |
| 2015-2016             | Vendsyssel FF         | 1e Divisie              | 29          | 4           | 1                     | 0                     | -          | -          | -                              | -                              | -                              | 2          | 0          | 32    | 4     |
| 2016-2017             | AC Horsens            | Superligaen             | 19          | 3           | 2                     | 0                     | -          | -          | -                              | -                              | -                              | 4          | 0          | 25    | 3     |
| Total sur la carrière | Total sur la carrière | Total sur la carrière   | 123         | 21          | 13                    | 4                     | 1          | 0          | -                              | 6                              | 2                              | 27         | 4          | 170   | 31    |

1. ↑  À partir de janvier 2015.